# Pelecanoides
Pelecanoides – rodzaj ptaków z rodziny burzykowatych (Procellariidae).

## Zasięg występowania
Rodzaj obejmuje gatunki występujące na wodach morskich półkuli południowej.

## Charakterystyka
Długość ciała 18–25 cm, rozpiętość skrzydeł 30–38 cm; masa ciała 86–213 g.
Odżywiają się przede wszystkim planktonem, głównie drobnymi skorupiakami, takimi jak kryl, widłonogi i obunogi.
Gniazdują kolonijnie na wyspach. W koloniach lęgowych prowadzą nocny tryb życia. Składają jedno jajo do nory wykopanej w ziemi. Pisklę przez długi czas pozostaje w norze pod opieką dorosłych (45–60 dni).
Nurzec mały i nurzec czarnoskrzydły są jednymi z najliczniejszych gatunków ptaków morskich. Ich populacje ocenia się na kilka milionów par.

## Systematyka

### Etymologia
- Pelecanoides: gr. πελεκαν pelekan, πελεκανος pelekanos „pelikan”; -οιδης -oidēs „przypominający”[11].
- Haladroma: gr. ἁλαδρομος haladromos „wyścig nad morzem”, od ἁλς hals, ἁλος halos „morze”; -δρομος -dromos „biegający”, τρεχω trekhō „biegać”[11]. Gatunek typowy: Procellaria urinatrix J.F. Gmelin, 1789.
- Onocralus: autor nie wyjaśnił pochodzenia nazwy rodzajowej; łac. onocrotalus „pelikan”, od gr. ονοκροταλος onokrotalos „pelikan”[11]. Gatunek typowy: Procellaria urinatrix J.F. Gmelin, 1789.
- Puffinuria: zbitka wyrazowa nazw rodzajów: Puffinus Brisson 1760 (burzyk) i Uria Brisson, 1760 (nurzyk)[11]. Gatunek typowy: Puffinuria garnotii Lesson & Garnot, 1828.
- Porthmornis: gr. πορθμος porthmos „ciasny, wąskie morze” (tj. Cieśnina Magellana), od πορος poros „ciasny”; ορνις ornis, ορνιθος ornithos „ptak”[11]. Gatunek typowy: Puffinuria garnotii magellani Mathews, 1912.
- Pelagodyptes: gr. πελαγος pelagos „morze”; δυπτης duptēs „nurek”, od δυπτω duptō „nurkować”[11]. Gatunek typowy: Pelecanoides georgicus Murphy & Harper, 1916.

### Podział systematyczny
Do rodzaju należą następujące gatunki:
- Pelecanoides garnotii (Lesson & Garnot, 1828) – nurzec peruwiański
- Pelecanoides georgicus Murphy & Harper, 1916 – nurzec mały
- Pelacanoides magellani (Mathews, 1912) – nurzec magellański
- Pelecanoides urinatrix (J.F. Gmelin, 1789) – nurzec czarnoskrzydły